# Giou-de-Mamou
Giou-de-Mamou – miejscowość i gmina we Francji, w regionie Owernia-Rodan-Alpy, w departamencie Cantal.
Według danych na rok 1990 gminę zamieszkiwało 677 osób, a gęstość zaludnienia wynosiła 48 osób/km² (wśród 1310 gmin Owernii Giou-de-Mamou plasuje się na 321. miejscu pod względem liczby ludności, natomiast pod względem powierzchni na miejscu 659.).